# Marcelo Buquet
Héctor Marcelo Buquet Corleto (Montevidéu, no Uruguai no dia 4 de Outubro de 1963) é um ator e modelo uruguaio, radicando no México. Buquet tem ascendência francesa.

## Biografia
Com 18 anos Marcelo Buquet trabalhou em uma empresa de teatro em seu país Uruguai chamado "El Galpón do Uruguai", onde participou de 25 produções como ator, produtor, compositor e cantor. Aos 26 anos de idade se mudou para o México e participou na telenovela com Simplemente María com a atriz Victoria Ruffo, participou da produção de Urso Jest como Manolo Fábregas no qual ele foi nomeado como o Melhor Ator Comédia do Ano pela Associação de Teatro Jornalistas do México. 
Em 1992, obteve um papel na sua segunda telenovela: El abuelo y yo com Gael García Bernal e Ludwika Paleta. No ano seguinte, obteve um papel no Uruguai no primeira longa-metragem "El dirigível". Em 1994, ele produziu e estrelou em Triángulo dirigida por Miguel Córcega, na Cidade do México e Montevidéu, no Uruguai e na "Che ... Che ... Chejov" que recebeu o auto-didata Melhor Produção do Ano Europeu. 
Em 1998 ele atuou em La usurpadora e no especial curto Más allá de la usurpadora ao lado da atriz e apresentadora Jessica Jurado, nessa novela eles tiveram grande projeção como o casal Rodrigo e Patricia membros da família Bracho.

## Telenovelas
- Vivir de amor (2024) - Mauricio Aranda
- El dragón (2019) - Rosario Rosique
- La hija pródiga (2017-2018) - Antonio Mansilla Landero / Gaspar Avendaño / Andrés Zavala
- Lo imperdonable (2015) - Aquiles Botel
- Qué bonito amor (2012-2013) - Rubén del Olmo
- Corazón apasionado (2011-2012) - Bruno Montesinos
- Entre el amor y el deseo (2010-2011) - Gonzalo
- Doña Bella (2009) - Román Montero
- La Tormenta (2005) - Simón Guerrero
- La madrastra (2005) - Gerardo Salgado
- Rubi (2004) - Damian Cardenas Ruiz
- La mujer en el espejo (2004) - Juan Tobías Fonseca
- Ladrón de corazones (2003) - Patricio Benítez
- Siempre te amaré (2000) - Pedro
- La usurpadora (1998) -  Rodrigo Bracho
- El diario de Daniela (1998-1999) - Enrique Monroy
- Maria Isabel (1997-1998) - Cristóbal
- El premio mayor (1995-1996) - Lorenzo Domenzain
- Marimar (1994) - Rodolfo San Genis
- El abuelo y yo (1992) - Gerardo Díaz-Uribe
- Simplemente María (1989-1990) - Fernando Torres

## Filmes
- El dirigible (1994)

## Séries
- La piloto (2017) - Omar Nieves
- A cada quien su santo (2011)
- Lo que callamos las mujeres (2006)
- Mujer, casos de la vida real (1995-2004)
- Televiteatros (1993)
- La hora marcada (1990)